# Paul Bril

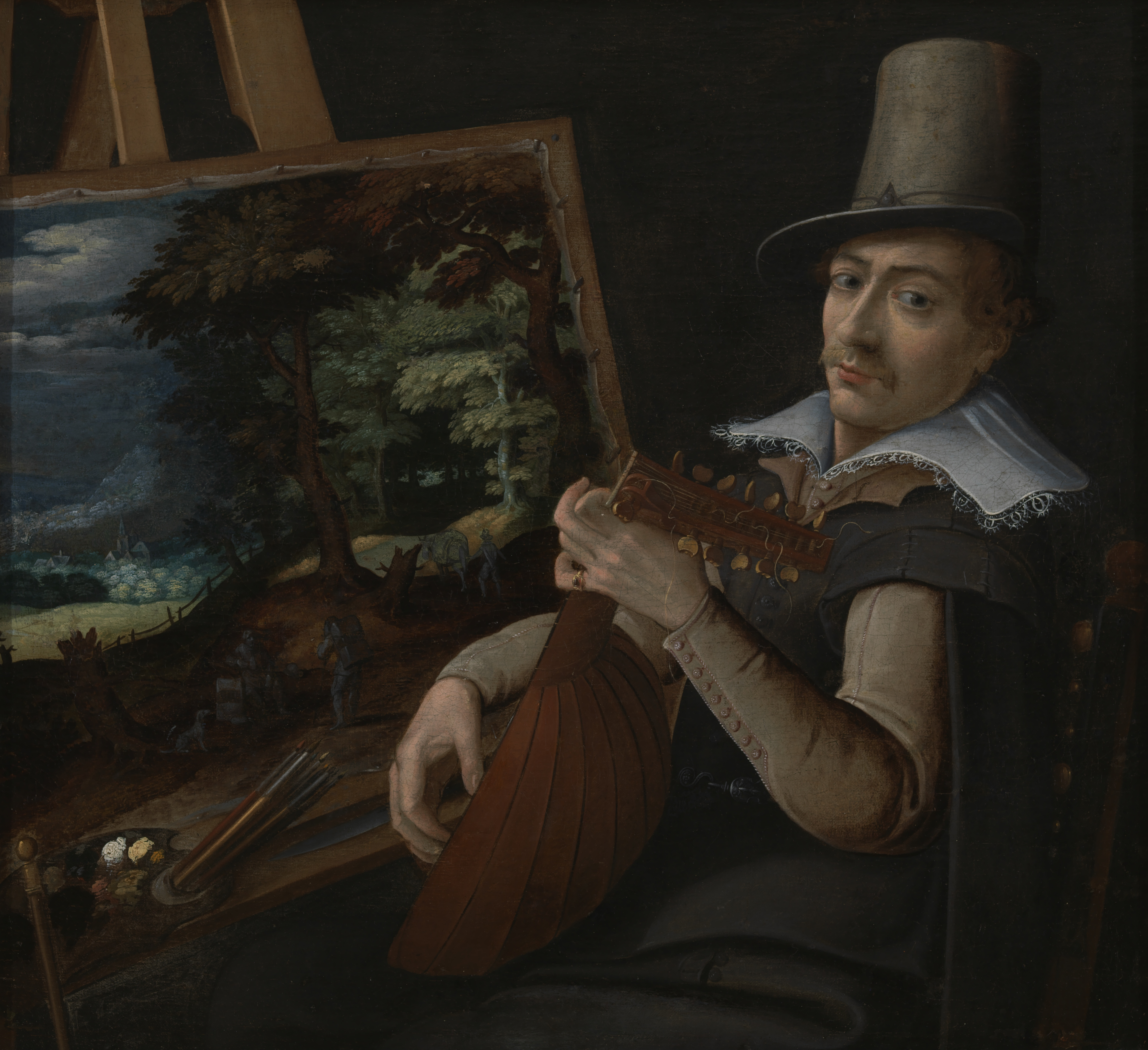
Paul Bril (atribución) Autorretrato, ca. 1595-1600. Óleo sobre lienzo, 70,8 x 77,2 cm, Rhode Island School of Design Museum.

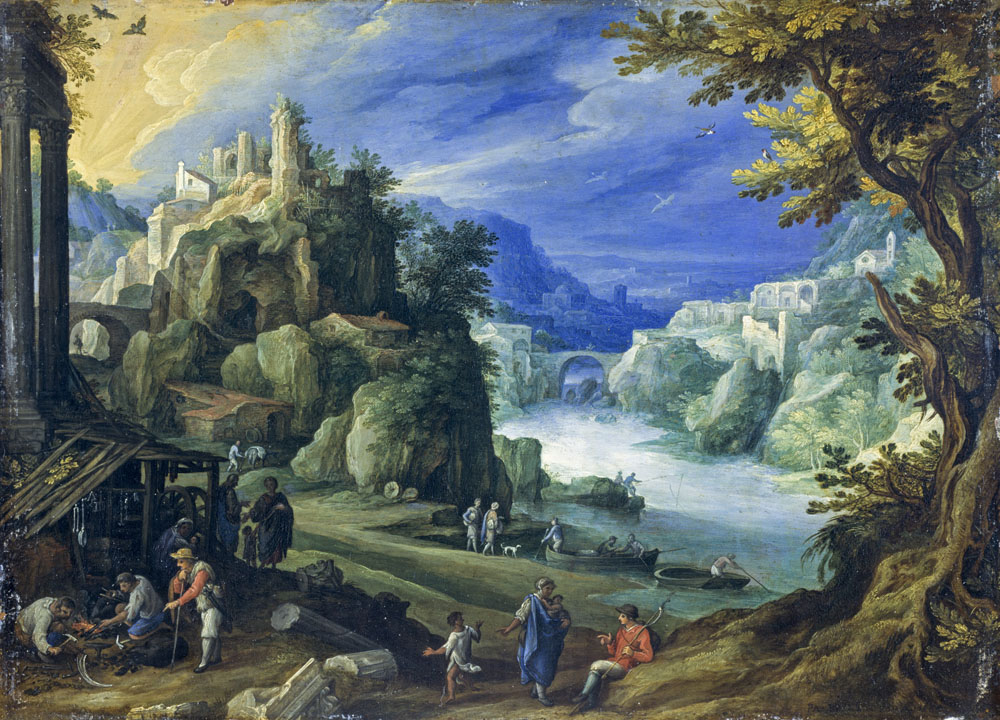
Paisaje fantástico, 1598. Óleo sobre cobre, 21,3 x 29,2 cm. Edimburgo, National Galleries of Scotland

Paul Bril o Brill (Amberes o Breda, hacia 1554-Roma, 1626) fue un pintor flamenco. Residió la mayor parte de su vida en Roma, donde se estableció hacia 1582. Pintor paisajista, acusó la influencia de Adam Elsheimer y Annibale Carracci, aglutinando el estilo fantasioso del manierismo flamenco del siglo XVI con el paisaje clásico italiano del XVII. 

## Biografía
Paul Bril fue hijo del pintor Mathys Baertmaker, llamado Bril Janszone, y de Anna Timmermans Petersdr, y hermano menor del también pintor Matthijs Bril (1550-1583), que le precedió en el viaje a Roma. Formado en Amberes con Damiaen Wortelmans, vivió algún tiempo en Lyon antes de establecerse en Roma, donde se le registra por primera vez en 1582, con residencia en Vía Babuino. En 1602 figura inscrito en la Academia de San Lucas de Roma, de la que en 1620 era princeps.
En Roma y bajo la dirección de su hermano mayor comenzó pintando al fresco grandes paisajes, puestos de moda por Girolamo Muziano en la decoración de los templos. Su participación en la serie de frescos que decoran la Scala Santa (1588) es su primera obra documentada en la Ciudad Eterna, y en ella se valió de un dibujo de su hermano, ya fallecido, para el motivo de Jonás y la ballena. Las imaginativas perspectivas y los troncos caprichosamente retorcidos de los árboles en estos primeros trabajos, muy del gusto manierista, darán paso, ya en torno a 1610, a los paisajes más realistas y ordenados del palacio Pallavicini-Rospigliosi, bajo la probable influencia de Carracci.

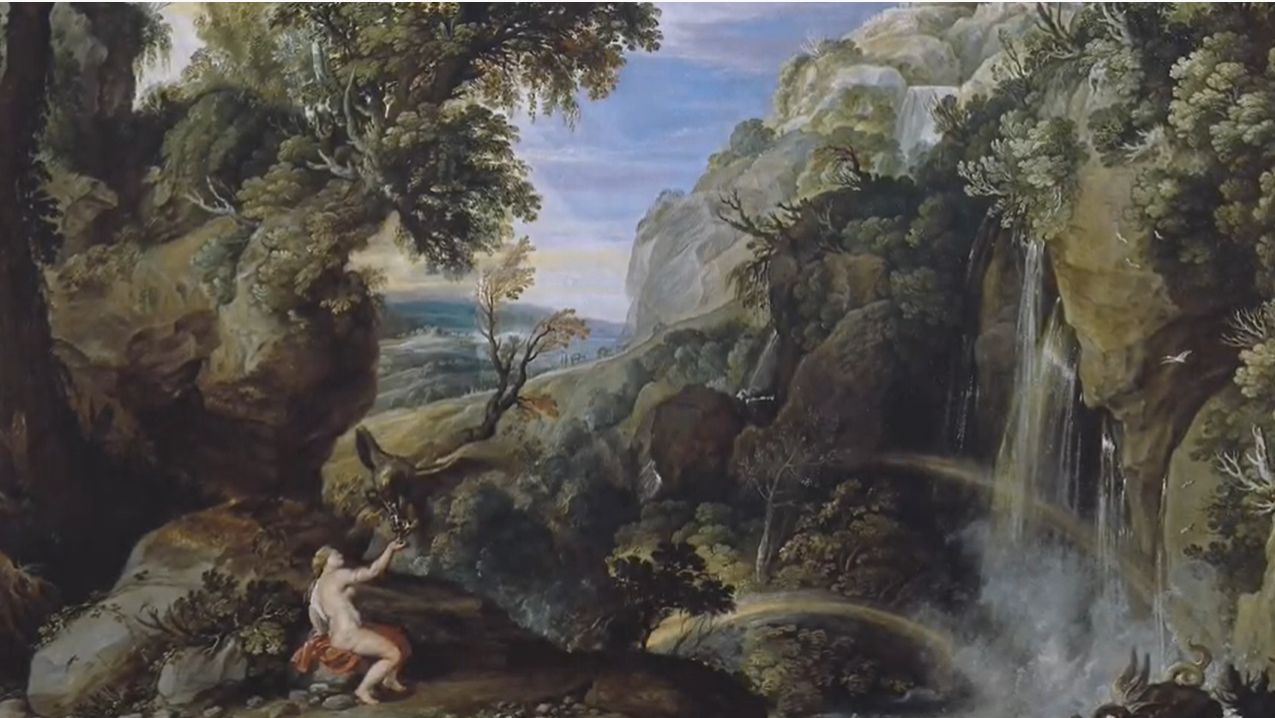
Paisaje con Psique y Júpiter. Óleo sobre lienzo, 95 x 129 cm, Madrid, Museo del Prado. El motivo original, un paisaje con san Jerónimo, fue transformado por Rubens en un paisaje con Psique y Júpiter, quedando visible bajo la figura femenina las ropas cardenalicias del santo.

La misma evolución se aprecia en la pintura de caballete, a la que se dedicará en especial a partir de 1590 en el formato de pintura de gabinete. Sus muchas obras en este medio, y también sus abundantes dibujos, presentan una notable variedad: además de paisajes con escenas bíblicas y de género y paisajes boscosos con los árboles vistos en primer término, de una forma semejante a lo que por las mismas fechas hacía Jan Brueghel el Viejo, son notables en su producción las marinas, con las que ejerció una significativa influencia sobre Agostino Tassi y su discípulo Claudio de Lorena, y los paisajes con ruinas clásicas y elementos de la campiña romana, primerizos ejemplos del paisaje italianizante.
Al frente de un muy activo taller dedicado a la pintura de pequeños cuadros muy apreciados por coleccionistas y mecenas, que en ocasiones pudieron formar con ellos ciclos o series de carácter decorativo, Bril tuvo un nutrido grupo de discípulos directos y colaboradores, entre ellos el citado Agostino Tassi y Hendrik Cornelisz. Vroom, además de convertirse en foco de atracción para otros pintores paisajistas flamencos y holandeses como Sebastian Vrancx o Pieter Stevens que, siguiendo su ejemplo, buscaron trabajo en Roma.
En España el Museo del Prado posee dos pinturas suyas: Puerto con castillo, circa 1601, y un paisaje con san Jerónimo pintado hacia 1610, que años más tarde, Rubens, propietario del cuadro hasta que a su muerte pasó a la colección de Felipe IV, transformó en un Paisaje con Psique y Júpiter. Además, el Gabinete de Dibujos, Estampas y Fotografías del museo conserva un Paisaje, aguada y pluma sobre papel.